# カモイワッカ岬
カモイワッカ岬（カモイワッカみさき）は、択捉島の最北端の岬。カムイワッカ岬ともいう。北緯45度33分28秒 東経148度45分14秒に位置する。カモイワッカ岬が含まれる択捉島は北方領土に属し、日本国政府は自国固有の領土であるとの立場をとっているが、第二次世界大戦末期にソビエト社会主義共和国連邦に占領され、2023年現在でも同連邦を引き継いだロシア連邦による占拠が続いている。

## 概要
千島列島に属し北方領土最大の島である択捉島の最北端に位置する。日本国政府が領有権を主張する領土の最北端にあたり、行政区分としては北海道蘂取郡蘂取村に属する。ただし、現在はロシア連邦が実効支配しており、日本の実効支配地域の最北端は宗谷岬沖の弁天島になる。
周辺は国立公園になっており、ロシア人も容易に立ち入ることができない。

## 名称
「カモイワッカ」はアイヌ語で一般に「神の・水」を意味するが、北方領土では「飲用にならない水」を指すことも多いという。
ロシア名はコリツキー岬（мыс Корицкий）。

## 歴史
1800年（寛政12年）に択捉島を探検した近藤重蔵は、カモイワッカ岬近くの丘にロシア人が立てていた十字架を倒し、代わりに「大日本恵登呂府」の木製の標柱を立て日本の領土であることを示したとされる（なお、近藤は1798年（寛政10年）に択捉島南端のタンネモイ付近にも同様の木柱を立てている）。
1859年（安政6年）以降、この岬を含む地域は仙台藩領となったが、この時、警備についた仙台藩士が年月を経て傷んだ「大日本恵登呂府」の標柱に代えて「大日本地名アトイヤ」と書いた標柱を立てた。アトイヤはカモイワッカの東方の地名で、「渡海地」を意味する。1875年（明治8年）に樺太千島交換条約が結ばれ千島が日本の領土となると、翌1876年（明治9年）、千島の巡察に赴いた時任為基はその帰途に「大日本地名アトイヤ」の標柱を持ち帰った。この標柱は函館市の函館市北洋資料館に展示されている。
2009年度（平成21年度）から陸域観測技術衛星だいちの画像を使用した北方四島の地形図の作成が行われた際に、画像が解析によりこの岬が従来の地形図の位置より約100-150m南西方向にあることが明らかになった。解析結果を反映した2万5千分1地形図は2014年（平成26年）7月に刊行された。